# Elymus rigidulus
Elymus rigidulus är en gräsart som först beskrevs av Yi Li Keng, och fick sitt nu gällande namn av Áskell Löve. Elymus rigidulus ingår i släktet elmar, och familjen gräs. Inga underarter finns listade i Catalogue of Life.